# صموئيل كالفين تيت دود
صموئيل كالفين تيت دود (بالإنجليزية: Samuel Calvin Tate Dodd)‏ هو محامي أمريكي، ولد في 20 فبراير 1836 في فرانكلين في الولايات المتحدة، وتوفي في 30 يناير 1907 في بينهورست في الولايات المتحدة.